# Lars Söderdahl
Lars Rune Söderdahl, född 26 juli 1964 i Tyresö församling, Stockholms län, är en svensk före detta skådespelare. Han är främst känd för rollen som Skorpan i Bröderna Lejonhjärta.

## Biografi
Söderdahl växte upp i Krusboda och gick bland annat på den före detta Wättingeskolan där Tyresö gymnasium ligger idag. Söderdahl fick 1974 rollen som Lillebror i filmen Världens bästa Karlsson, baserad på Astrid Lindgrens berättelser om Karlsson på taket. Han spelade huvudrollen Mattis i TV-serien Himmel och pannkaka 1977. Senare samma år spelade han en av huvudrollerna, Skorpan, i ännu en Astrid Lindgren-filmatisering, nämligen Bröderna Lejonhjärta.
I vuxen ålder utbildade han sig vid teaterskola. Omkring 1990 lämnade Söderdahl film- och TV-industrin för att bli missionär i Sydamerika och var under en period med i församlingen Livets Ord i Uppsala. År 2005 var Söderdahl bosatt i Malmö och arbetade på Posten.

## Filmografi
- 1974 – Världens bästa Karlsson
- 1977 – Himmel och pannkaka (TV-serie)
- 1977 – Bröderna Lejonhjärta

## Teater

### Roller (ej komplett)
| År   | Roll      | Produktion                        | Regi                           | Teater |
| ---- | --------- | --------------------------------- | ------------------------------ | ------ |
| 1978 | Lillebror | Karlsson på taket Astrid Lindgren | Staffan Götestam Sven Lindberg | Folkan |